# Pavillon des Sœurs-Grises
Le Pavillon des Sœurs-Grises de l'Université Concordia est le site de l'ancienne Maison Mère des Sœurs Grises de Montréal (incluant la chapelle de l'Invention-de-la-Sainte-Croix),. Il est situé dans l'arrondissement Ville-Marie, bordé par les rues Guy, René-Lévesque, Saint-Mathieu et Sainte-Catherine.
À la suite de travaux, l'Université y a aménagé une résidence étudiante et une salle de lecture.

## Histoire
Les Sœurs Grises prennent le relais des Frères hospitaliers de Saint-Joseph de la Croix à l'Ancien hôpital général de Montréal en août 1747. Marie-Marguerite Dufrost de Lajemmerais en prend la responsabilité avec l'aide de sept femmes déjà réunies avec elle depuis une dizaine d'années. L'hôpital est agrandi à plusieurs reprises à mesure que les besoins se font sentir. En 1857, les religieuses font l'acquisition de terrains au faubourg Saint-Antoine dans le but de relocaliser l'hôpital. Mais ce terrain est jugé trop éloigné de la ville par le Sulpicien Bonnissant qui s'occupe personnellement de leur trouver un lieu où elles puissent s'établir.  Le faubourg Saint-Antoine est alors en développement, mais encore suffisamment paisible pour y établir un hôpital. Les Sulpiciens leur offrent ainsi le terrain « de la Croix-Rouge » en 1861 situé à l'intersection de la rue Guy et du boulevard René-Lévesque. Les Sœurs Grises font de plus l’acquisition des terres de James Mullins. Les travaux commencent en 1868. En décembre, la pierre est charroyée pour construire l'hôpital.
Le plan de l’architecte Victor Bourgeau, qui est choisi pour réaliser le bâtiment, est ambitieux. Il prévoit un bâtiment en forme de H doté d’une chapelle en son centre. La section du côté Est (aile Guy) doit abriter la communauté et la section Ouest (aile St-Mathieu) les vieillards, infirmes et orphelins.
La partie réservée à la communauté est complétée telle que prévue et, en 1871, les Sœurs Grises quittent leur couvent du Vieux-Montréal pour s’y établir. Le reste du projet n’est pas achevé : L’aile arrière du côté Ouest est toujours manquante mais, au fil du temps, des constructions subséquentes rétablissent une certaine symétrie en façade. Le bâtiment construit par Victor Bourgeau le long de l’actuelle rue Guy n’a pas subi de modifications majeures si ce n’est des additions à l’arrière pour loger la chambre des bouilloires et des cuisines.
En 1974, la Chapelle de l'Invention de la Croix est déclarée monument historique.
Dans les années 1990, le couvent sert de refuge pour femmes violentées.
En 2007, l'Université Concordia fait l'acquisition de l'ensemble de la propriété avec un accord de prise de possession graduelle s’étendant jusqu’en 2022, qui permet aux Sœurs Grises de continuer à occuper le site. L'entente prévoit que le développement se fasse par phases, la première déjà réalisée en 2007 (la partie Ouest) et une seconde dès 2011 (la partie centrale et la Chapelle). La crypte des Sœurs Grises demeure la propriété de la congrégation.

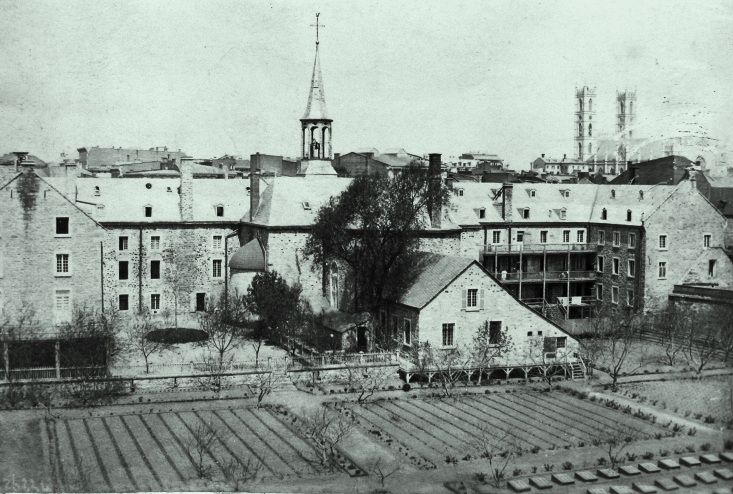
L'ancien hôpital général de Montréal, 1867
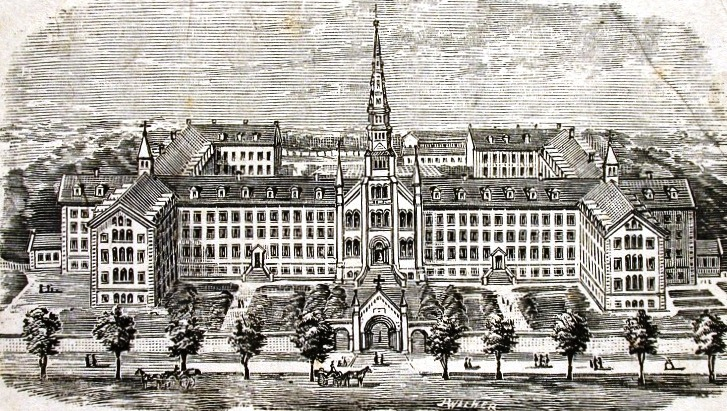
Plan initial
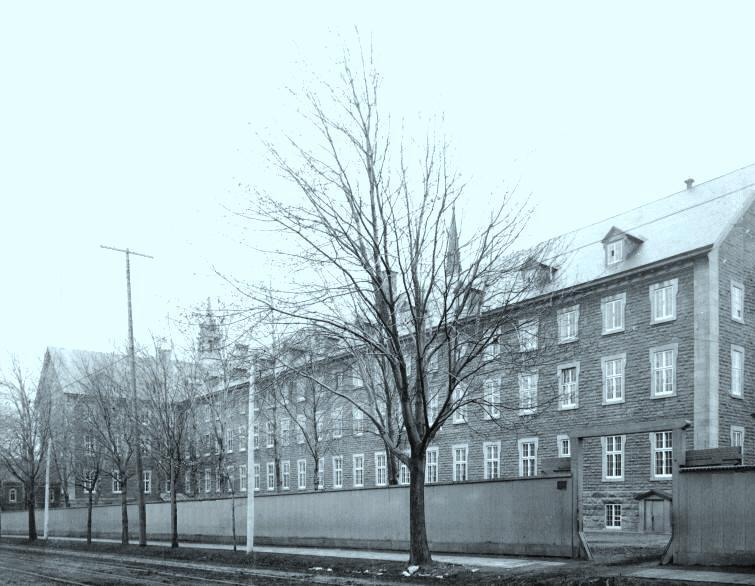
Aile Guy, vers 1890
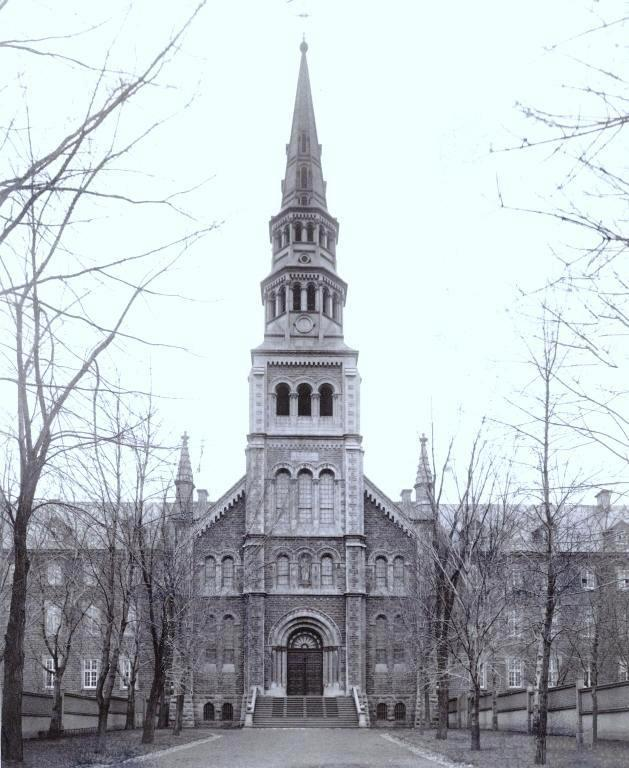
Chapelle
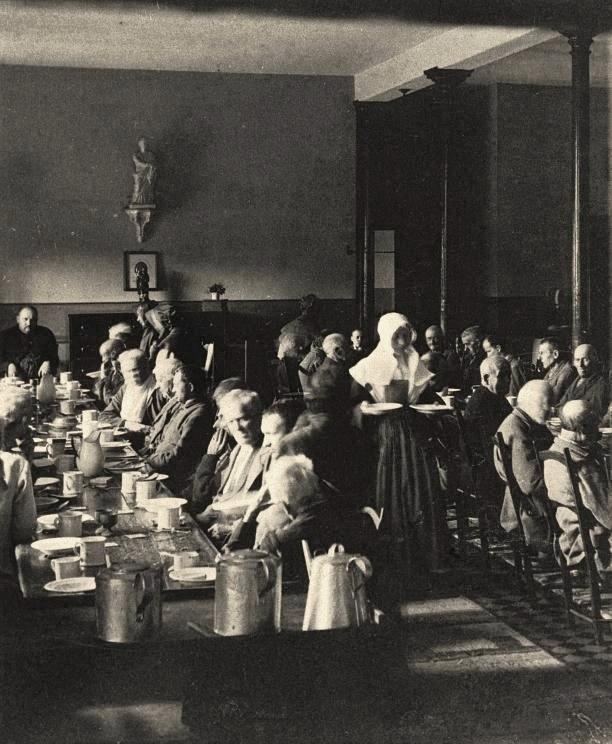
Réfectoire

## Reconnaissance
En vertu de la Loi sur les biens culturels du Québec :
- La chapelle de l’Invention-de-la-Sainte-Croix est classée monument historique (1974) avec aire de protection (en 1975)[4].
- Le site du Couvent est classé site historique (1976) sous le vocable Maison mère des Sœurs-Grises-de-Montréal.